# Maria Lambertine Coclers

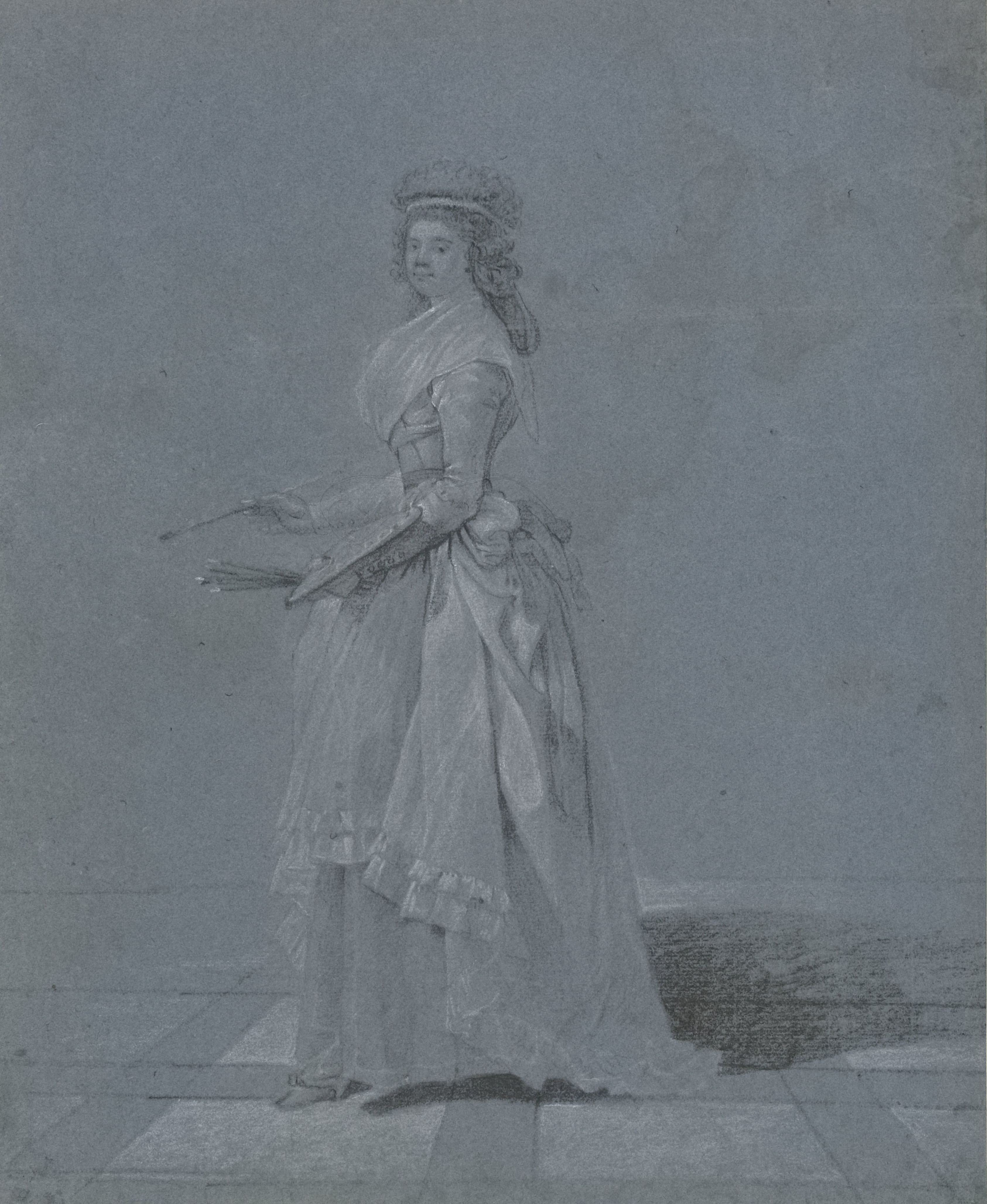
Zelfportret, Rijksprentenkabinet, Amsterdam

Maria Lambertina of Marie-Lambertine Coclers (Luik, 1761 - aldaar (?), tussen 1815-1820) was een pastelschilder en etser.

## Leven en werk
Zij leerde het vak van haar vader Jean-Baptiste Coclers, die echter tijdens haar jeugd al overleed, en van haar oudere broer Jean-Baptiste-Bernard Coclers. Zij stamde uit een familie van schilders en portrettisten in het Prinsbisdom Luik: haar vader, haar grootvader, een oom en haar broer waren ook kunstenaars. Circa 1800 verbleef ze met haar broer in Amsterdam, ter gelegenheid van een restauratiewerk. 
In Amsterdam nam ze de stijl van Adriaen van Ostade over. In het Rijksmuseum (Rijksprentenkabinet) is een zelfportret van haar bewaard. In totaal zijn ongeveer twintig pastels en etsen van haar hand beschreven. 
Ook bezit het Rijksmuseum van haar een portretprent gemaakt door haar broer.
Zij maakte vooral portretkoppen en genrevoorstellingen met personen.

## Afbeeldingen

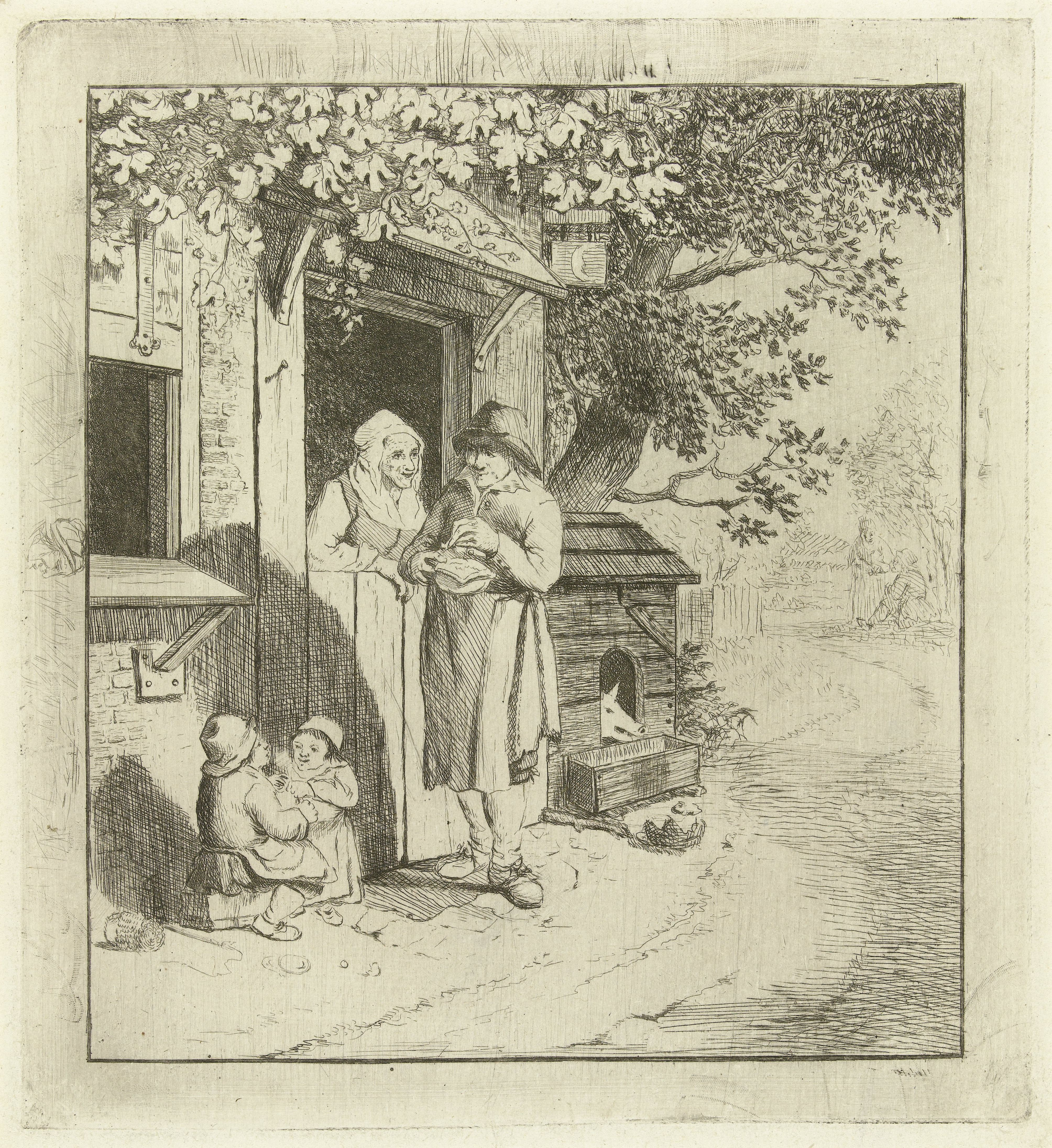
Man aan de deur van een herberg, Rijksprentenkabinet, Amsterdam
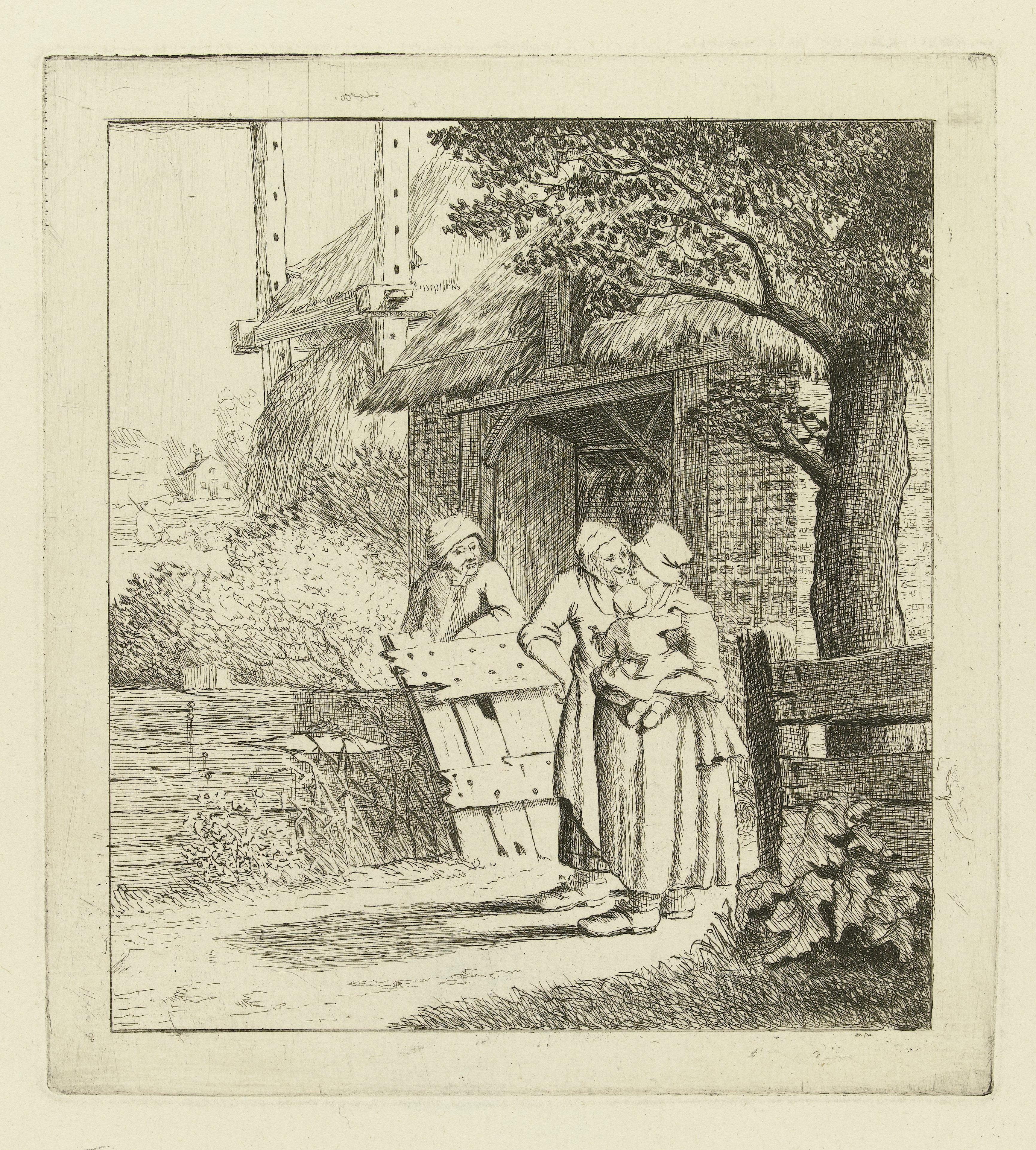
Twee vrouwen en een man voor een boerderij, Rijksprentenkabinet, Amsterdam
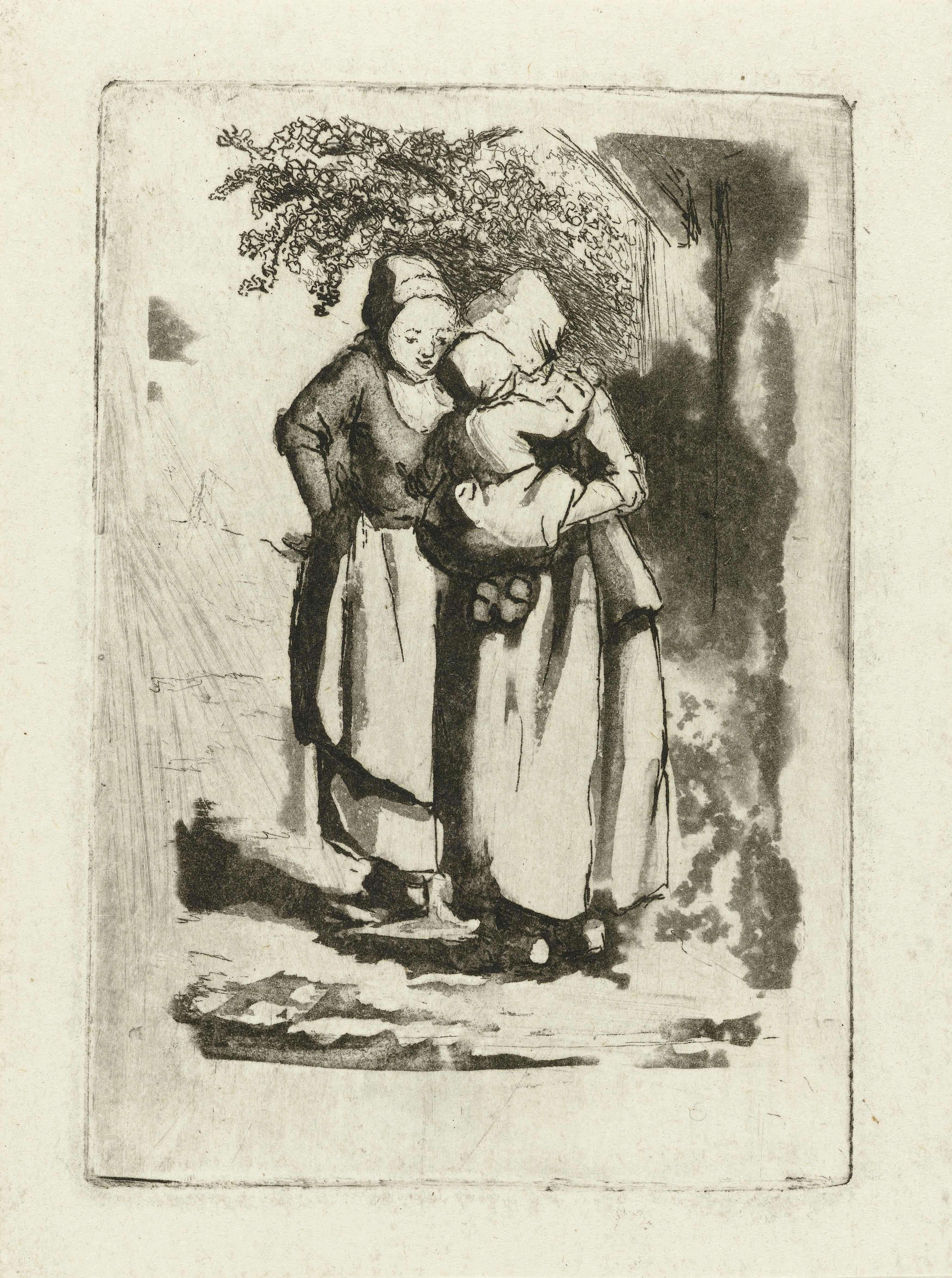
Twee staande boerinnen, een met een kind op haar arm, Rijksprentenkabinet, Amsterdam

- Biografisch Portaal: 83023390
- Library of Congress Control Number: nr94007443
- RKD-Nederlands Instituut voor Kunstgeschiedenis: 90614
- Union List of Artist Names: 500120871
- Virtual International Authority File: 61425056
- WorldCat: E39PCjFWXRY7h4DQTyvDvwRMyd